# カヴィ・グル急行
カヴィ・グル急行（英語: Kavi Guru Express）は、インドの急行列車の1種別。2011年に設定された。

## 概要
2011年に運行が開始されたインド鉄道の列車の一部に対して与えられた列車種別。愛称の由来は同年に生誕150周年を迎えた詩人・思想家で「詩聖（カヴィ・グル）」として称えられているラビンドラナート・タゴール（Rabindranath Tagore）である。2024年現在、以下の4つの列車が運行されている。
- ポールバンダル-サントラガッチ・カヴィ・グル急行（英語版）（Porbandar–Santragachi Kavi Guru Express）
- ハウラー-バーガルプル・カヴィ・グル急行（英語版）（Howrah–Bhagalpur Kavi Guru Express）
- ハウラー-アジムガンジ・カヴィ・グル急行（英語版）（Howrah–Azimganj Kavi Guru Express）
- ウダイプル・シティ-カマーキャ・カヴィ・グル急行（英語版）（Udaipur City–Kamakhya Kavi Guru Express）